# Suaux

Suaux este o comună în departamentul Charente, Franța. În 1 ianuarie 2022 avea o populație de 380 de locuitori.